# Nikólaos Mártis
Nikólaos Mártis (grec moderne : Νικόλαος Μάρτης), né le 1er janvier 1915 à Kavala et mort le 13 novembre 2013 à Athènes, est un homme politique et ministre grec proche de Konstantínos Karamanlís.

## Biographie
Nikólaos Mártis fait ses études de droit à l'Université Aristote de Thessalonique et devient avocat.
Il participe aux combats de la Seconde Guerre mondiale en Grèce puis en Afrique du Nord et Italie.
Membre de l'Union nationale radicale, il est élu député de sa région d'origine puis est ministre à de nombreuses reprises, de Grèce du nord, du commerce ou de l'industrie.
Nikólaos Mártis est à l'origine de la loi qui port son nom, la loi L 4 208 du 19 septembre 1961. Elle transforme les conditions de production cinématographique en instaurant une taxe sur les films étrangers projetés en Grèce afin de financer le cinéma national ; en créant des crédits spécifiques pour l'équipement des studios ; en dirigeant une partie de la taxe sur les spectacles au financement du cinéma ; enfin, en soutenant les films d'art et d'essai (aides financières et projection obligatoire dans les grandes salles). Si les effets financiers réels sont limités, le résultat le plus significatif de cette loi est la pérennisation de la Semaine du cinéma grec de Thessalonique, créée en 1960, vitrine du cinéma national, avant de devenir trente ans plus tard le Festival international du film de Thessalonique.